# 蘆名義廣
蘆名義廣（1575年—1631年），日本戰國時期的大名。又名盛重、義勝。
蘆名義廣為佐竹義重的次子，1583年成為白河家的養子；1587年與蘆名盛隆的女兒結婚而改名蘆名義廣，繼承蘆名家成為第二十代家督，但沒有因此被蘆名家的家臣團信賴。1589年在與伊達政宗展開摺上原之戰，蘆名家大敗，蘆名義廣逃往常陸，蘆名家也告滅亡。
蘆名義廣之後投靠豐臣秀吉而得到常陸江戶崎四萬五千石的俸祿；但是由於在1600年的關原之戰中，由於支持其兄隸屬西軍的佐竹義宣而被沒收俸祿。之後又被給予秋田角館一萬六千石的俸祿。1631年病故。